# Горсетайский трамвай
Горсетайский трамвай (англ.: Gorseddau Tramway) — лёгкая железная дорога узкой (914 мм) колеи, построенная для связи Портмадога со сланцевыми карьерами возле Горсетая (Gorseddau). В 1872 г. была поглощена, перешита на колею в 610 мм и послужила основой для «Железной дороги Горсетайской станции и Портмадога» (Gorseddau Junction and Portmadoc Railway).

## История
Около 1842 г. стараниями Вильяма Мэдокса была пущена лёгкая железная дорога, называвшаяся в Великобритании трамваем, от Портмадогской гавани к железному руднику, лежавшему севернее Ллидиарт-Испитти (Llidiart Yspytty). Поскольку дорога прошла через Тремадог, её стали именовать Тремадогским трамваем. На дороге курсировали товарные поезда, составленные из вагонеток и ведомые лошадьми. Рудник оказался убыточным и линию продлили к близлежащим сланцевам карьерам, которые принадлежали «Сланцевой и плиточной компании Бангора и Портмадога» (Bangor & Portmadoc Slate & Slab Co. Ltd.). В 1856 г. названная компания объявила тендер на постройку дороги для вывоза продукции с Горсетайской каменоломни (Gorseddau Quarry), расположенной возле Глан-Булла (Glan Bwll). Тендер был выигран Тремадогским трамваем, который в 1857 г. и проложил путь от уже существовавшей линии к запрошенному месту. Дорога стала называться Горсетайским трамваем.

Путь начинался в Портмадогском порту, шёл до Тремадога вдоль канала И-Кит, затем поворачивал на запад и проходил через Пенморву (Penmorfa), где по короткому тоннелю пересекал шоссе. Далее через некоторое время линия поворачивала на север и, пройдя по лугам, спускалась в Горсетайский карьер. На расстоянии в 13 км (чуть более 8-и миль) путь поднимался на высоту 270 м (900 футов), преодолевая уклоны 1 к 23. Подвижной состав дороги ремонтировался и обслуживался в мастерских Бостон Лодж Фестиниогской железной дороги.

Пик продуктивности Горсетайской каменоломни пришёлся на 1859-60 гг., а уже в 1867 г. её закрыли, и движение Горсетайского трамвая прекратилось. Через некоторое время остановившуюся линию решили использовать для обслуживания карьера им. Принца Уэльского, принадлежавшего семье Хитарт из Бринкира (Huddart of Brynkir) и расположенного в долине Пеннант (Cwm Pennant). С этой целью в 1872 г. образовали «Железную дорогу Горсетайской станции и Портмадога», что было одобрено Парламентским Актом. В отношении предыдущего Горсетайского трамвая такого Акта не было. Новая дорога построила близ Горсетайского карьера ответвление на северо-запад, к очередному пункту назначения. Остальной же путь — прежний — перешили с 914 на 610 мм с целью унифицировать его с Кройсорским трамваем, открытым в 1863 г. и пересекавшим линию Горсетайского трамвая возле Портмадога. Предполагалось, что обе дороги будут использовать одни и те же подъездные пути в Портмадогском порту.

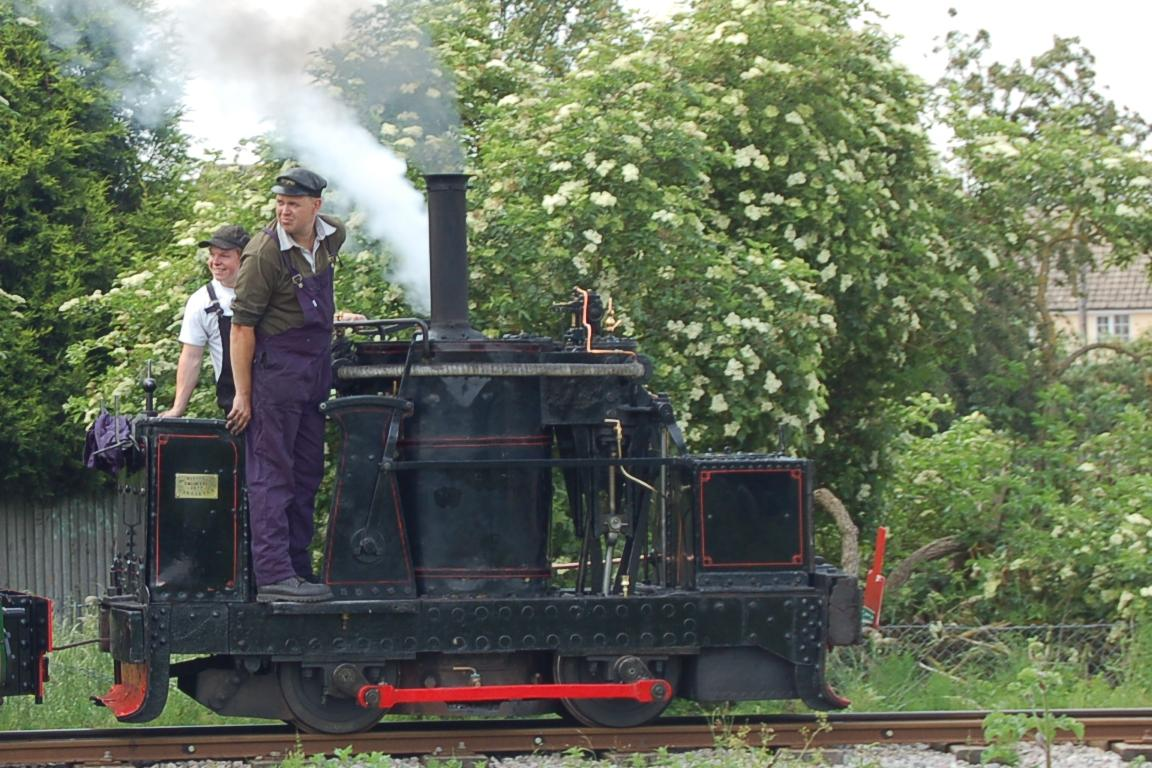
Паровоз Де Винтона

В 1874 г. на линии ввели паровозную тягу: был закуплен двухосный танковый локомотив Де Винтона (De Winton) из Карнарвона с вертикально расположенным котлом. Его назвали «Перт» (Pert). Кроме того, линия приобрела у Де Винтона 15 вагонов, но, несмотря на наличие паровоза, основное движение по-прежнему осуществлялось лошадьми. Дорогу продлили до свинцового и медного рудников в долине Диувор (Cwm Dywfor) и её длина достигла финальных 20-и км (13 миль). Рудники оказались убыточными, а каменоломня им. Принца Уэльского закрылась в 1886 г. Паровоз Де Винтона отстранили от работы в 1878 г., а в 1896 г. продали Нантллинской железной дороге. Движение осуществлялось отдельными вагонами, которые выталкивались вручную.
В 1896 и 1898 гг. участок к западу от Тремадогского трамвая и прибрежный отрезок линии разобрали. Остался путь между Портмадогской станцией Кембрийской линии и Тремадогом, который в 1903—1907 гг. использовался для обслуживания карьера Мойл-и-Гест (Moel y Gest). Часть этого отрезка была перешита на стефенсоновскую колею в 1919 г. и стала служить запасным путём Кембрийской линии.